# Mona Abou-Jeib
Mona Abou-Jeib, född 15 februari 1978 i Libanon, är en svensk opinionsbildare och grundare av nätverket Give it forward.
Hon växte upp i Kortedala i Göteborg. 1994–1997 gick hon på L M Engströms Gymnasium i Göteborg. 1998 blev hon utsedd av regeringen till ambassadör mot rasism och blev ett av regeringens språkrör för ett mångkulturellt samhälle. Under sin studietid i Uppsala var Mona Abou-Jeib aktiv i den socialdemokratiska studentföreningen Laboremus och förbundsstyrelseledamot i socialdemokratiska studentförbundet. År 2002 röstades hon in som ledamot i kommunfullmäktige i Uppsala och var vice ordförande i utbildnings- och arbetsmarknadsnämnden. Hon har under sin yrkestid arbetat som opinionsbildare och utredare inom frågor som handlar om mänskliga rättigheter och demokratiutveckling. Hon blev den första generalsekreteraren i Republikanska föreningen och innehade posten från den 15 mars 2010 till den 31 augusti 2011. Mona Abou-Jeib grundade riksföreningen Give it forward, som bland annat har startat "Iderummet.se". Föreningen består av femton lokalföreningar med medlemmar från Skåne till Luleå. Föreningen arbetar för att stärka kvinnors organisering, synliggöra lediga befattningar på den osynliga arbetsmarknaden och utveckla entreprenörskap.